# Flagler (Colorado)
Flager es un pueblo ubicado en el condado de Kit Carson en el estado estadounidense de Colorado. En el año 2010 tenía una población de 561 habitantes y una densidad poblacional de 400,7 personas por km².

## Geografía
Flager se encuentra ubicada en las coordenadas 39°17′39″N 103°3′57″O / 39.29417, -103.06583.

## Demografía
Según la Oficina del Censo en 2000 los ingresos medios por hogar en la localidad eran de $28,523, y los ingresos medios por familia eran $43,542. Los hombres tenían unos ingresos medios de $29,821 frente a los $19,500 para las mujeres. La renta per cápita para la localidad era de $16,770. Alrededor del 8,1% de la población estaba por debajo del umbral de pobreza.